# Pagode Môt Côt
La pagode Môt Côt ou pagode au Pilier unique est une pagode située dans l'arrondissement de Ba Dinh, au nord-ouest de la ville de Hanoï au Viêt Nam.

## Histoire
La pagode de Môt Côt a été construite par l'empereur Lý Thái Tông, qui régna de 1028 à 1054.
Elle fut reconstruite au XIIIe siècle, détruite par les Français au XXe siècle et reconstruite par le nouveau gouvernement vietnamien.
À l'origine elle était au centre d'un ensemble de pagodes, elle était plus grande et son pilier était en bois de teck et non en béton comme actuellement.
De nombreuses légendes relatent l'histoire de la pagode. L'empereur Lý Thái Tông l'aurait fait construire à la suite d'un rêve lui annonçant la naissance d'un fils présenté par une déesse (Quan Am) sur une fleur de lotus. L’Empereur épousa quelque temps après une jeune paysanne qui lui donna un héritier, et construisit la pagode au milieu d’un étang de lotus.

## Galerie

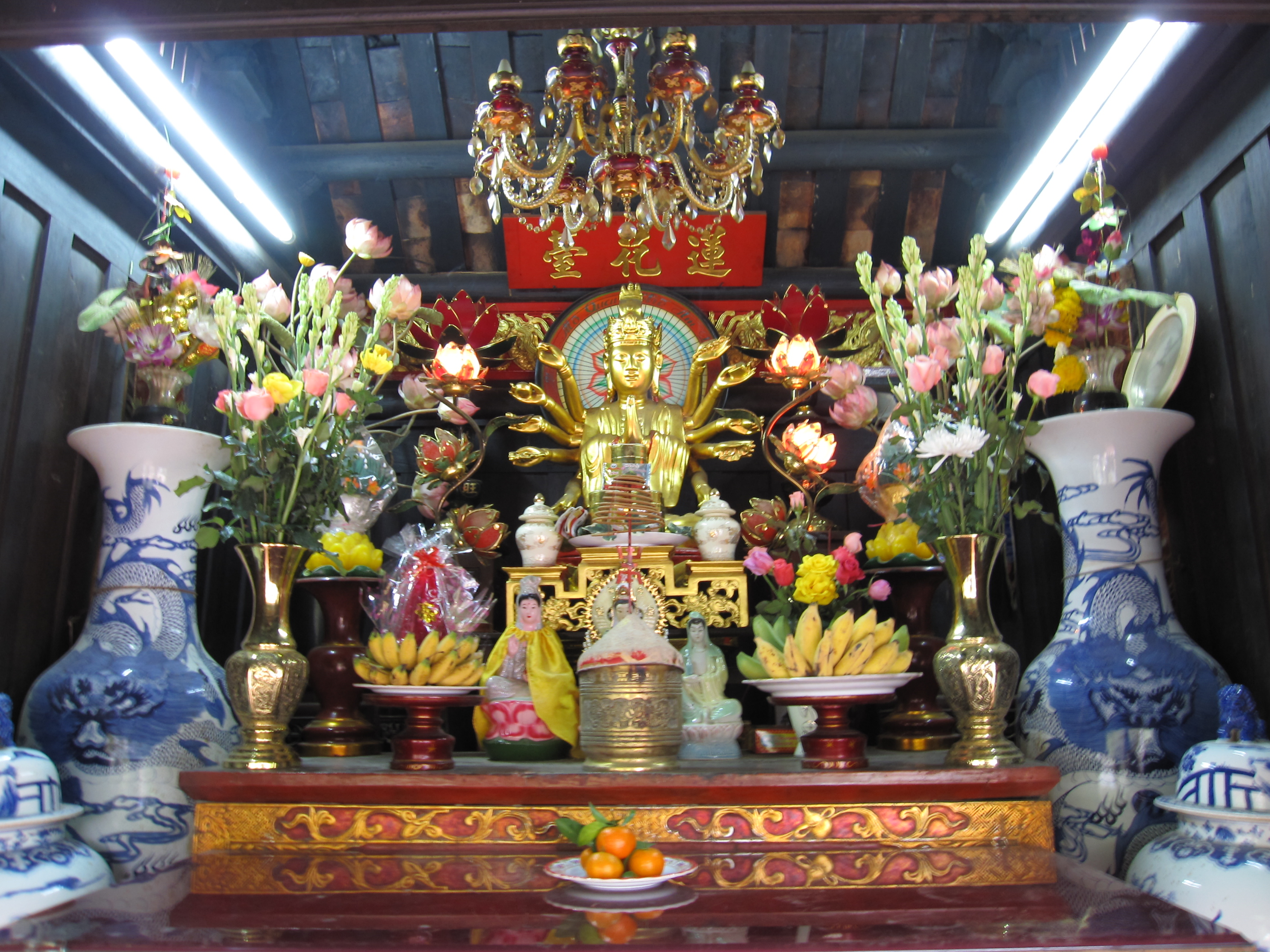
L'autel.
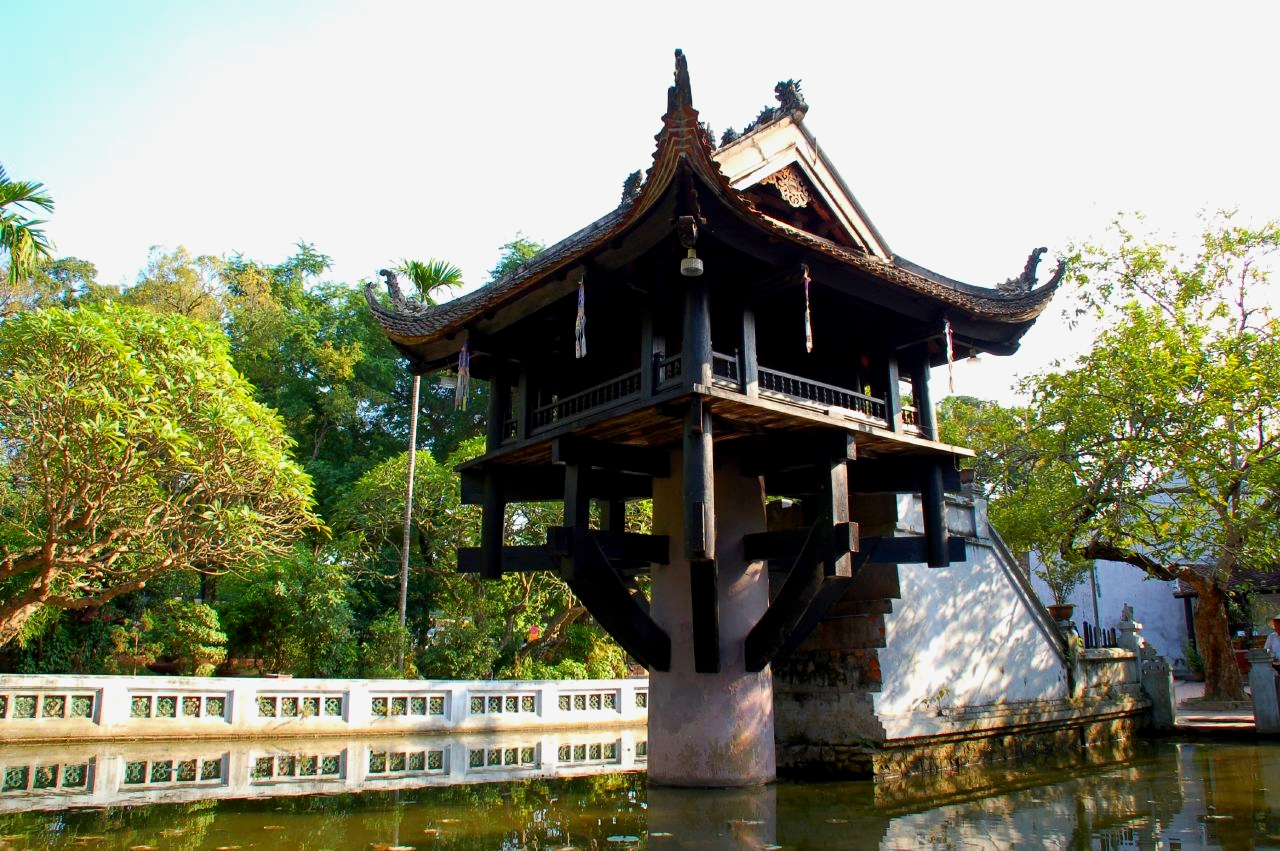
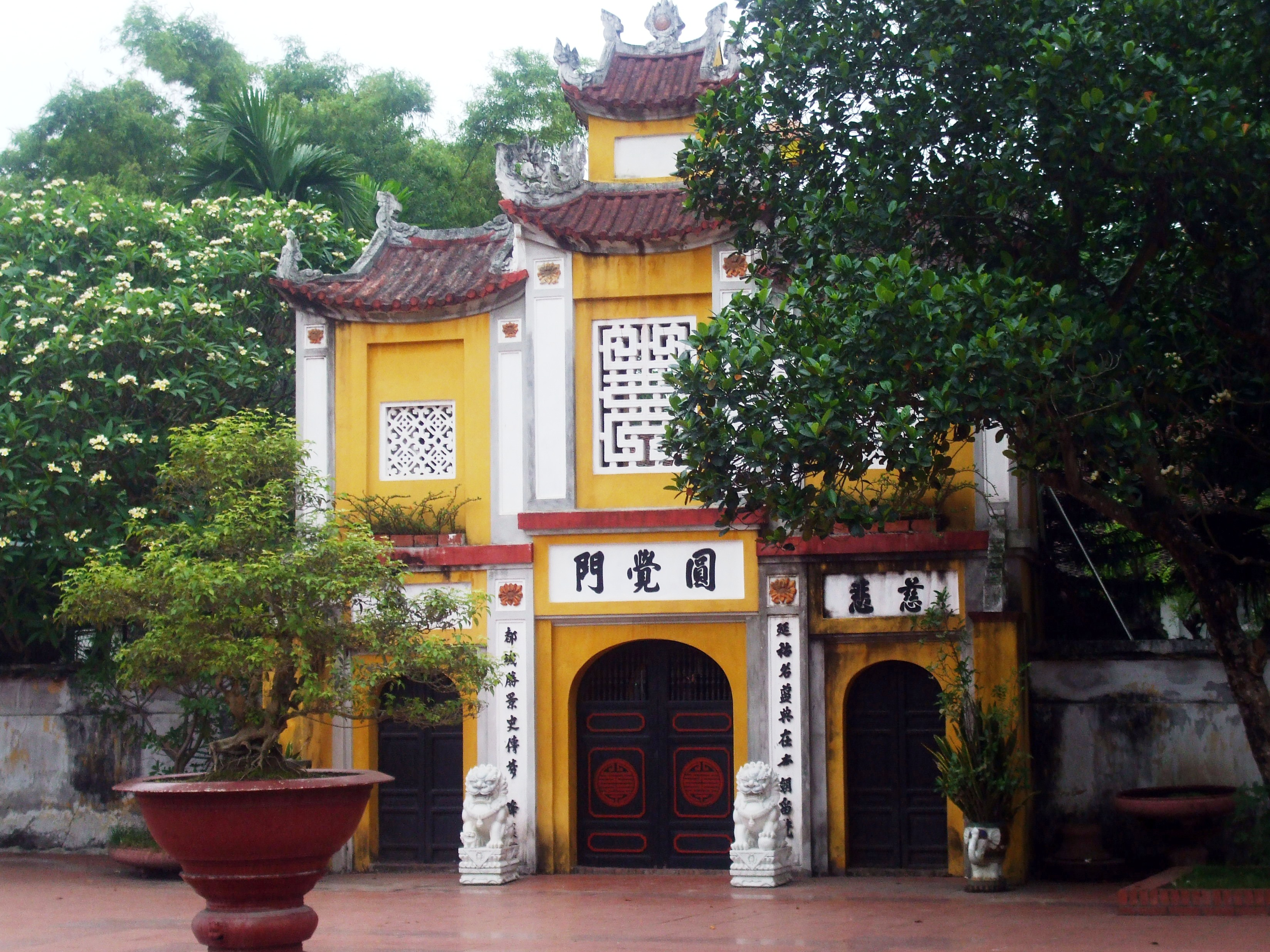
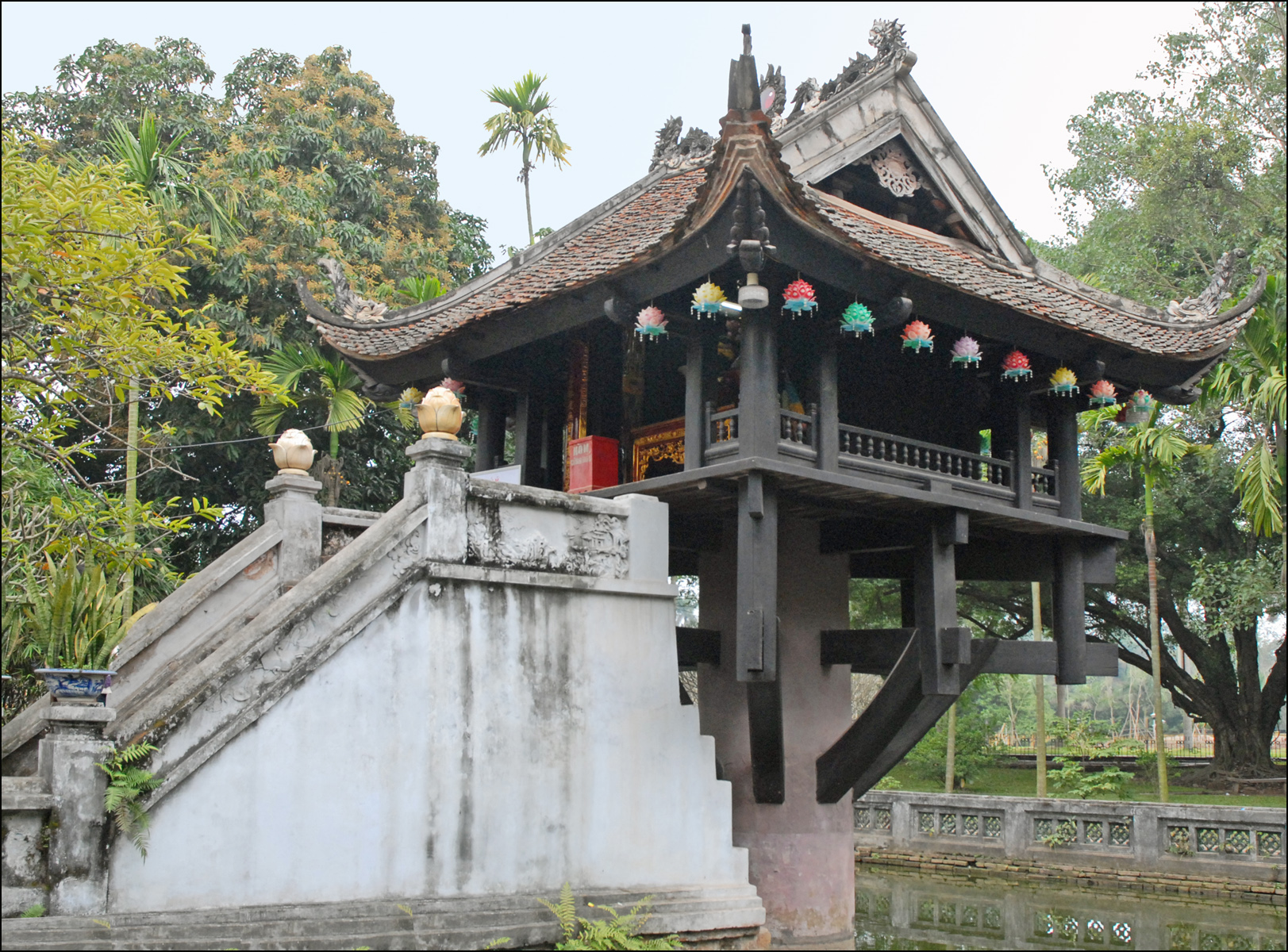